# Gonzague de Saint-Geniès
Gonzague de Saint-Geniès (1917-1944) fut, pendant la Seconde Guerre mondiale, un agent du Special Operations Executive qui dirigea le réseau Lucien-SCHOLAR dans la région de Dole (Jura) de mars à juin 1944.

## Biographie

### Avant-Guerre
Marie Joseph Gonzague de Saint-Geniès naît le 11 février 1917 à Fondettes (Indre-et-Loire). Il est le fils d'Henri (1872-1960), 4e et dernier baron de Saint-Geniès, et de son épouse, née Margaret Vasse du Saussay (1879-1940), fille de Louis-Virgile-Raoul du Saussay. Sa sœur unique Isabel (1914-2007) a épousé Hubert Chicoyneau de Lavalette (1905-1943).
Sa famille a notamment donné le général Pierre-Jacques Saint-Geniès, fait baron héréditaire (1817) par Louis XVIII, et le général Jean Marie Noël Delisle de Falcon de Saint-Geniès, fait baron d'Empire (1808) puis vicomte héréditaire (1822) par Louis XVIII, et dont le nom est gravé sur l'Arc de triomphe de l'Étoile.
Son cousin (au 6e degré, par les Schneider) l'écrivain Gonzague Saint Bris, prénommé en sa mémoire.
Ses parents habitent Cambridge avant et pendant la guerre.
Élevé à Saint-Grégoire de Tours chez les Jésuites, de 1926 à 1935, il se rend en Angleterre où il travaille comme clerc au service commercial d'une entreprise métallurgique dont un petit-cousin de sa mère est directeur.
Il effectue son service militaire à l'école des interprètes de liaison, puis il est détaché en corps de troupe. À la déclaration de guerre, il devient interprète auprès du BEF, le corps expéditionnaire britannique.

### Captivité et évasion
Le 28 mai 1940, il est fait prisonnier près de Cassel. Au bout de plusieurs mois d'Oflag, il est transféré en Stalag où le travail est obligatoire, les Allemands ayant cessé de traiter les interprètes en officiers. Courant 1941, il apprend que sa mère est morte fin novembre 1940. Il demande à un camarade de lui casser le bras. À l'infirmerie, il aggrave sa blessure. Réformé, il rentre en France. Aucun de ses contacts ne lui permet de passer en Grande-Bretagne. À Paris, il retrouve un ami, Denis Cochin (futur para SAS) qui le présente à Charles Vallin. Par Vallin, Gonzague fait la connaissance de Pierre Brossolette, de Jean Cavaillès et de Christian Pineau. Après une tentative infructueuse, Gonzague est interné au camp de Saint-Sulpice. Transféré à la citadelle de Bayonne, il finit par passer en Espagne, puis au Portugal.
Le 25 juin 1943, il gagne l’Angleterre. À son arrivée, il est classé plutôt vichyste par le contre-espionnage britannique de la Patriotic School.

### Special Operations Executive

#### Recrutement
Il utilise les relations familiales pour entrer au SOE plutôt que d'attendre d'être mobilisé dans les FFL. Très bien noté, il est formé comme chef de réseau.

#### Mission en France
Définition de la mission : prendre contact avec les chefs des réseaux DIRECTOR et MESNARD, leur donner les directives les plus récentes. Recruter nombre d'opérateurs radio pour les groupes constitués, rendre compte de la situation armes des groupes afin de les rendre capables de recevoir des directives, au Jour J. Les cibles désignées sont : la base aérienne de Salon-de-Provence ; les fortifications des Alpes entre le col de Genève et le col de Larche ; les chasseurs de nuit Do.217 des Bouches-du-Rhône.
Dans la nuit du 18 au 19 mars 1944, accompagné d’Yvonne Baseden, « Odette », son opérateur radio, il est parachuté à Herré (Landes), à 40 km à l'ouest de Condom (Gers). Les deux agents parviennent séparément à Dole (Jura) où ils conseillent Charles Alluin qui assure l'interim de la direction du réseau, avec des contacts dans plusieurs départements, mais surtout, dans le Jura, autour de Dole, de petits groupes de résistants ou de maquisards, dix à vingt hommes, qu'il s'agit d'armer et de fédérer sous la houlette de "Radio-Patrie", couverture locale du SOE.
En mai, plusieurs parachutages de matériels (armes, explosifs) ont lieu. Deux agents arrivent pour assister Saint-Geniès : René Bichelot « Alvar », nom opérationnel BAGPIPER, et Raymond Aubin « Alfred », alias lieutenant Raymond, alias Alfred Lajoie, nom opérationnel AUDITOR. Influencés par la réputation d'efficacité des Britanniques, les maquisards sont armés à une double condition : ne pas quitter le secteur et se tenir prêts à obéir aux ordres, le moment venu.
Dès la diffusion des messages BBC convenus, les groupes coordonnés par Lucien appliquent le Plan vert (sabotage de canaux et de voies ferrées) et le plan violet (sabotage de câbles téléphoniques).

#### Opération Zebra
Le 25 juin 1944, a lieu l'opération Zebra, premiers parachutages massifs d’armes en plein jour en France. L’un des quatre parachutages massifs se situe à Lays-sur-le-Doubs (Saône-et-Loire), à 25 km au sud-ouest de Dole : 36 bombardiers larguent 423 containers, et la réception mobilise deux cents hommes en bénéficiant de l’aide de la gendarmerie et de la police. Les containers sont aussitôt répartis entre les embryons de maquis qui ont participé à la réception. L'armée allemande réagit (barrages routiers, ratissages, patrouilles, arrestations de militants repérés). Il s'agit à tout prix de capturer les armes avant qu'elles ne soient mises en œuvre contre la Wehrmacht.

#### Mort de Saint-Geniès
Le 26 juin 1944, l'état-major du réseau SCHOLAR qui veut fêter l'événement, est réuni dans une fromagerie de Dole, la Maison Graff, située à la Maison des Orphelins, 173, avenue Jacques-Duhamel. Les convives s'attardent. Il y a des barrages en travers du chemin de leur prochain rendez-vous. Un jeune maquisard capturé avec la valise-radio d'Odette par un véhicule de Feldgendarmes, non loin de là, donne l'adresse du refuge, pensant à tort que ses chefs l'ont déjà quitté comme prévu. Devant le bâtiment, les Feldgendarmes trouvent plusieurs bicyclettes neuves. À l'intérieur, l’épouse du gardien et une tablée de nombreux couverts. Plusieurs soldats allemands sont alors postés dans l'immense maison. À la nuit tombante, la sentinelle du grenier entend un bruit. Elle tire dans le plafond. Une tache de sang apparait. L'Allemand appelle ses camarades. Une grenade est lancée dans le double toit. Blessé, Saint-Geniès se suicide avec une capsule de cyanure . Yvonne Baseden et presque tous les autres sont battus et menottés deux à deux, moribonds compris. Seul Fréderic Mayor (gardien de la fromagerie) caché dans la cave échappe au coup de filet.

### Démantèlement du réseau
Parmi les personnes arrêtées, Charles Alluin meurt en déportation ; Jean Nicole (chef de groupe) est retrouvé pendu dans sa cellule ; Lucien Monjouin, chef d'un groupe de saboteurs, est fusillé en Allemagne ; Robert Michaud et Guy Paul, agents de liaison, meurent d'épuisement en déportation ; Gabrielle Mayor (gardienne), Yvonne Baseden (radio), Robert Morel, Jean Falcucci (chef du groupe de Poligny) et Pierre Jolliet (dépanneur radio) reviennent à la libération des camps.
Exploitant plusieurs mois d'enquêtes en profondeur, les occupants arrêtent 16 Dolois dont 12 avaient effectivement été en relation avec le SOE. Des unités de second ordre multiplient les opérations contre les maquis. Privés d'état-major et de parachutages de matériel, les groupes locaux reprennent leur autonomie. Raymond Aubin, nom opérationnel AUDITOR, adjoint de Saint-Geniès, sur place depuis mai 1944, fait ce qu'il peut pour redresser SCHOLAR. Il rallie plusieurs équipes qui participeront à la libération de Lons-le-Saunier. Armé par le grand parachutage de "Lucien", le maquis Dubois participe à la libération de Dole.

### Sépulture
- D'abord inhumé à Dole, le corps de Gonzague de Saint-Geniès est plus tard transféré au cimetière militaire britannique (tombe 3 F.14) de Choloy (commune de Choloy-Ménillot, Meurthe-et-Moselle).

## Identités
- État civil : Marie Joseph Gonzague de Saint-Geniès
- Comme agent du SOE :
  - Nom de guerre (field name) : « Lucien ».
  - Nom de code opérationnel : SCHOLAR (en français ÉRUDIT).
  - Faux papiers : établis au nom de Georges-Henri Holleneau.
  - Autre pseudo : Sidney Gibbs[1]

Situation militaire : SOE, section F, General List ; grade : captain ; matricule : 309904.

## Reconnaissance

### Distinctions
- France : Croix de guerre 1939-1945 avec palme.
- Royaume-Uni : "Mentioned in Despatches".

### Monuments
- En tant que l'un des 104 agents du SOE section F morts pour la France, Gonzague de Saint-Geniès est honoré au mémorial de Valençay (Indre).
- Plaque posée à l'entrée de la Maison des Orphelins - 175, avenue Jacques-Duhamel Dole (Jura) - où il fut tué, à la mémoire de Gonzague de Saint-Geniès. Réalisée à l'initiative du Souvenir Français, cette plaque a été dévoilée le 9 septembre 2006, à l'occasion des cérémonies de commémoration de la libération de la ville, en présence d'anciens du réseau (Mmes Mimie Lucas, Yvonne Burney « Odette », J. Saboret, Denise Raboutet, etc.)
- Choloy War Cemetery, France, 3.F.14.
- À Losse (quartier de Lapeyrade) (Landes), une stèle honore le nom de Gonzague de Saint-Geniès parmi les sept agents amenés en France lors de cinq parachutages réalisés entre août 1943 et avril 1944 sur les terrains d'alentour :
  - pour le réseau STATIONER : Maurice Southgate,« Hector », chef du réseau, largué le 28 janvier 1944 à Lubbon (Landes) ;
  - quatre agents pour le réseau WHEELWRIGHT de George Starr, « Hilaire » :
    - Yvonne Cormeau, « Annette », opérateur radio, parachutée le 22 août 1943 en Gironde, qui servit dans le Gers ;
    - Anne-Marie Walters, « Colette », courrier, parachutée le 4 janvier 1944 à Créon-d'Armagnac ;
    - Claude Arnault, instructeur-saboteur, parachuté en même temps qu'Anne-Marie Walters ;
    - Denis Parsons, « Pierrot », opérateur radio, parachuté le 12 avril 1944 à Ayzieu, ayant agi dans le Gers ;

  - deux agents pour le réseau SCHOLAR, parachutés le 19 mars 1944 à Herré (Landes) :
    - Gonzague de Saint-Geniès, « Lucien », chef du réseau ;
    - Yvonne Baseden, « Odette », opérateur radio.

La stèle, érigée à l'initiative de l’amicale du réseau Hilaire-Buckmaster (c'est-à-dire du réseau WHEELWRIGHT), a été inaugurée le 23 mai 2002.

## Sources et liens externes
- Fiche Gonzague de Saint-Geniès, avec photographie sur le site Special Forces Roll of Honour.
- Libre Résistance, bulletin d’information et de liaison, anciens des Réseaux de la Section F du S.O.E. (Special Operations Executive), Amicale BUCK, numéro 18, 3e trimestre 2006, p. 3 et 4.
- Robert et les ombres, documentaire de Jean-Marie Barrère, 2005. Histoire de résistants français et d'agents du SOE, dans le Gers et les Landes. Yvonne Baseden intervient dans ce documentaire.
- Michael R. D. Foot, Des Anglais dans la Résistance. Le Service Secret Britannique d'Action (SOE) en France 1940-1944, annot. Jean-Louis Crémieux-Brilhac, Tallandier, 2008,  (ISBN 978-2-84734-329-8). Traduction en français par Rachel Bouyssou de (en) SOE in France. An account of the Work of the British Special Operations Executive in France, 1940-1944, London, Her Majesty's Stationery Office, 1966, 1968 ; Whitehall History Publishing, in association with Frank Cass, 2004. Ce livre présente la version officielle britannique de l’histoire du SOE en France. Une référence essentielle sur le sujet du SOE en France.
- J.D. Sainsbury, Le Mémorial de la section F, Gerry Holdsworth Special Forces Charitable Trust, 1992.
- Cahiers dolois no 10, Dole 1944, Revue des amis de la bibliothèque et des archives de Dole, 1994.
- Archives Nationales, Réseaux Buckmaster, 72AJ39 et 40.
- National Archives, Saint-Geniès SOE File, HS9/576/2.
- Musée de la Résistance et de la Déportation de Besançon.
- Lt. Col. E.G. Boxshall, Chronology of SOE operations with the resistance in France during world war II, 1960, document dactylographié (exemplaire en provenance de la bibliothèque de Pearl Witherington-Cornioley, consultable à la bibliothèque de Valençay). Voir sheet 47, SCHOLAR CIRCUIT.